# Keira Nicole
Keira Nicole (* 30. Oktober 1996 in Kalifornien) ist eine US-amerikanische Pornodarstellerin.
Nicole begann ihre Karriere in der Hardcorebranche im Jahr 2014. Seitdem hat sie Filme für die Studios Jules Jordan Video, Hustler Video, Elegant Angel, Zero Tolerance, Wicked Pictures und Blacked.com gedreht. Im Jahr 2016 wurde sie bei den XBIZ Awards in der Kategorie "Best Actress-Couples-Themed Release" als beste Darstellerin in dem Pornofilm The Swing Life ausgezeichnet. Sie dreht auch Szenen für die Websites Twistys, Reality Kings und Bang Bros. Bei ihrer Arbeit tritt sie auch unter den Pseudonymen Cosima Dunkin und Cosima Knight auf.

## Auszeichnungen
- 2016: XBIZ Award – Best Actress Couples-Themed Release in "The Swing Life"

## Filmografie (Auswahl)
- 2014: Sibling Sex Stories #2
- 2014: Happy Ending Handjobs #9
- 2015: Bijou
- 2015: Peter Pan XXX: An Axel Braun Parody
- 2015: The Swing Life
- 2015: Angels and Devils
- 2015: Bad Advice
- 2015: How to Train a Hotwife
- 2015: Girlfriends #8
- 2015: Lesbo Pool Party #4
- 2015: The Bachelor Party Orgy
- 2015: Off Limits
- 2016: Midnight Mistress
- 2016: Black & White 6